# Шахова, Нинель Владимировна
Нинель Владимировна Ша́хова (ур. Грекова; 10 января 1935, Луганск, Сталинская область — 8 марта 2005, Москва) — советская тележурналистка, комментатор программы «Время» по вопросам культуры в 1971—1992 годах. Заслуженный работник культуры РСФСР (1986).

## Биография
Родилась 10 января 1935 года в Луганске в семье генерала-полковника Владимира Грекова (1912—1990).
Окончила филологический факультет Московского государственного университета имени М.В. Ломоносова (1957). Первоначально – корреспондент радиостанции «Родина» (вещание для соотечественников за рубежом). На телевидении с 1971 года. Работала корреспондентом, комментатором по вопросам культуры программы «Время» Центрального телевидения СССР, затем телекомпании «Останкино».
С 1992 работала на студии «Центр кино и телевидения», выпускала программы «Российская провинция» и «Моя Россия», посвященные культуре российских городов.
Автор фильмов «Кто написал „Тихий Дон“?», «Здравствуйте, княгиня Тенишева», «На шолоховской земле», «В краю вдохновения» (к 180-летию Ивана Тургенева) и других.
Была председателем телефестиваля «Братина», входила в оргкомитет Московского православного фестиваля «Радонеж», была членом жюри театрального фестиваля «Голоса истории» (сняла о нём одноимённый фильм), выступала в качестве эксперта по вопросам культуры в Совете Федерации.
В 2004 вышла в свет книга Шаховой «Люди моего времени».
Проживала в Москве на улице Мельникова, 25.

## Смерть
Скоропостижно скончалась 8 марта 2005 года на 71-м году жизни по дороге на интервью с Кириллом Лавровым.
Похоронена в Москве на Троекуровском кладбище (уч. 2) рядом с отцом.

## Награды и признание
- заслуженный работник культуры РСФСР;
- дважды лауреат премии Союза журналистов;
- орден «Знак почёта»;
- орден «Равноапостольной великой княгини Ольги» (вручён Русской православной церковью в 2001 «за успешное участие в нравственном воспитании россиян»).